# アウトランドス・ダムール
『アウトランドス・ダムール』（Outlandos d'Amour）は、イギリスのスリーピース・バンド、ポリスのデビュー・アルバム。1978年11月2日にA＆Mからリリースされた。
「ロクサーヌ」や「キャント・スタンド・ルージング・ユー」など、バンドの幕開けを飾るに相応しいヒットシングルが収録されている。
ライヴ活動がメインだったポリスは、医師であったナイシェル・グレイが持つサリー・サウンド・スタジオでファーストアルバムを製作することにした。録音自体は、10日間でかつ1500ポンド未満で済んだという。アルバム製作時点で長いこと作曲していたスティングが、楽曲の大半を製作している。後にマネージャーになるマイルズ・コープランド（スチュアート･コープランドの兄）が「ロクサーヌ」を聴いて気に入り、インディーズで発売される予定であったアルバムが、A&Mに持ち込まれた。「ロクサーヌ」をシングル・カットした時はチャートの上位には食い込まず、アルバムは「キャント・スタンド・ルージング・ユー」との同時発売になった。
アルバム・タイトルは最初『ポリス・ブルータリティー』で、警官に扮したポリスのメンバーが女性を尋問している構図のジャケット写真になる予定であった。後に、「無法者 (outlaws)」と「特殊部隊員 (commandos)」からの造語と「愛の (d'amour)」を意味するフランス語を組み合わせた『アウトランドス・ダムール』になった。
『ローリング・ストーン』誌が2003年に選出したオールタイム・グレイテスト・アルバム500では434位にランク・インし、後の改定では428位となったまた、同誌が選出した「オールタイム・ベスト・デビュー・アルバム100」に於いて38位にランク・イン。

## 収録曲
1. ネクスト・トゥ・ユー - Next to You (Sting) - 4:44
2. ソー・ロンリー - So Lonely (Sting) - 4:49
3. ロクサーヌ - Roxanne (Sting) - 3:12
4. ホール・イン・マイ・ライフ - Hole in My Life (Sting) - 4:52
5. ピーナッツ - Peanuts (Copeland,Sting) - 3:58
6. キャント・スタンド・ルージング・ユー - Can't Stand Losing You (Sting) - 2:58
7. トゥルース・ヒッツ・エヴリバディ - Truth Hits Everybody (Sting) - 2:53
8. 俺達の世界 - Born in the 50's (Sting) - 3:40
9. サリーは恋人 - Be My Girl - Sally (Sting,Summers) - 3:22
10. マソコ・タンガ - Masoko Tanga (Sting) - 5:40

## リリース当時の反応
- 「ロクサーヌ」と「キャント・スタンド・ルージング・ユー」のシングルが発売された時、BBCが「曲の内容が自殺と売春を助長する」として、ラジオでこれらの曲の放送を拒否したことがある。

## 国内版
- 2005年に、日本で発売されたリマスター版と紙ジャケット版はエンハンスドCDとしてリリースされ、エンハンスド領域には「ロクサーヌ」のビデオが収録されている。